# Stjepan Kukuruzović
Stjepan Kukuruzović, né le 7 juin 1989 à Thoune, est un footballeur suisse qui évolue au FC Lausanne-Sport.

## Biographie

### En club
Son poste de prédilection est milieu de terrain. Stjepan a joué durant sa carrière en Suisse et en Hongrie. Il joue actuellement au FC Lausanne-Sport en Suisse.
Le 31 octobre 2019, à l'occasion du huitième de finale de coupe de Suisse 2019-2020 face à Neuchâtel Xamax FCS, Stjepan inscrit un but sur un lob à 60 mètres de la porte adverse, lors du quatrième but du FC Lausanne-Sport, juste avant la mi-temps (victoire 6-0 au stade olympique de la Pontaise).